# Octavian Țîcu
Octavian Țîcu (ur. 21 sierpnia 1972 w Ungheni) – mołdawski polityk, historyk, bokser i nauczyciel akademicki, deputowany, w 2013 minister, kandydat w wyborach prezydenckich w 2020 i 2024.

## Życiorys
W młodości trenował boks, między 1995 a 2002 siedmiokrotnie zdobywał mistrzostwo Mołdawii. Był uczestnikiem mistrzostw Europy, w 2001 zajął 9. miejsce w swojej kategorii na mistrzostwach świata w Belfaście. W 1996 brał udział w Letnich Igrzyskach Olimpijskich w Atlancie, startując w wadze lekkiej.
W 1994 ukończył historię na Uniwersytecie Aleksandra Jana Cuzy w Jassach. Odbył następnie na tym uniwersytecie studia doktoranckie. Został nauczycielem akademicki na prywatnej uczelni Universitatea Liberă Internațională din Moldova, kierował na niej katedrami oraz instytutem historii i nauk politycznych. Był członkiem rady fundacji Fundaţia Soros-Moldova (2011–2013). W 2017 prowadził program telewizyjny Și Punctum w stacji Jurnal TV. Został też redaktorem gazety „Cotidianul”, badaczem w instytucie historii Mołdawskiej Akademii Nauk oraz wykładowcą na wydziale historii i filozofii Państwowego Uniwersytetu Mołdawskiego.
Od lutego do maja 2013 z rekomendacji Partii Liberalnej pełnił funkcję ministra młodzieży i sportu. W 2015 dołączył do Europejskiej Partii Ludowej Mołdawii, a następnie z jej ramienia został wybrany na radnego rejonu Ungheni. Jeszcze w tym samym roku zrezygnował z mandatu radnego i z członkostwa w partii. W wyborach w 2019 z ramienia opozycyjnej koalicji ACUM Platforma DA și PAS uzyskał mandat posła do Parlamentu Republiki Mołdawii. W tymże roku został wybrany na przewodniczącego ugrupowania Partidul Unității Naționale.
W 2020 kandydował w wyborach prezydenckich, w pierwszej turze zajął szóste miejsce wśród 8 kandydatów z wynikiem 2,0% głosów. Ubiegał się o urząd prezydenta również w kolejnych wyborach w 2024, otrzymując 0,9% głosów w pierwszej turze.